# Dieter Strozniak
Dieter Strozniak (Halle, 14 gennaio 1955) è un allenatore di calcio ed ex calciatore tedesco orientale dal 1990 tedesco, di ruolo difensore.